# Billaea cerambycivora
Billaea cerambycivora là một loài ruồi trong họ Tachinidae.